# Ahti Heinla

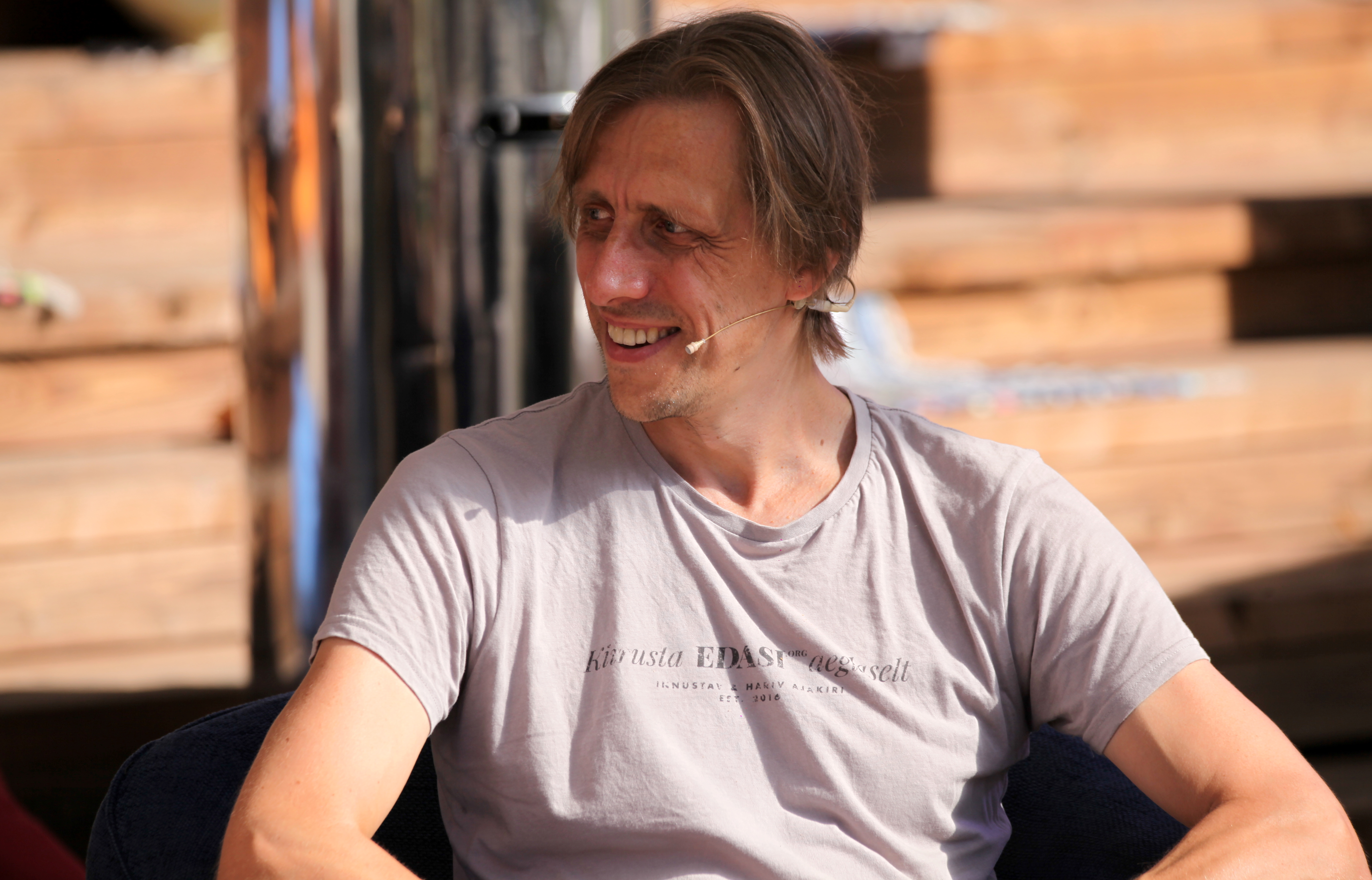
Ahti Heinla 2022

Ahti Heinla, född 2 maj 1972, är en estnisk programmerare och entreprenör och en i det team på tre som skapade Skype.